# IU (zangeres)
Lee Ji Eun (Koreaans: 이지은) (Seoel, 16 mei 1993), beter bekend onder haar artiestennaam IU, is een Zuid-Koreaanse zangeres, actrice en presentatrice. Ze debuteerde in 2008 onder het Zuid-Koreaanse label LOEN Entertainment. In 2012 heeft ze haar debuut gemaakt in Ned  onder het label EMI Music Japan. Ook presenteert ze sinds 2011 het wekelijkse muziekprogramma Inkigayo op de Zuid-Koreaanse zender SBS.

## Biografie

### 2008: debuut
IU debuteerde op 18 september 2008 in het Zuid-Koreaanse muziekprogramma M! Countdown. Op 24 september 2008 bracht IU haar eerste minialbum Lost and Found uit onder het label LOEN Entertainment. IU werkte hiervoor samen met tekstschrijver en producent Choi Gap-Won en Lee Jong-Hoon. Op het album staan 5 nummers, waarvan enkel Lost Child als single werd uitgebracht. Het album werd geen commercieel succes en wist daarom ook geen plek te bemachtigen op de Gaon-albumhitlijst. De single Lost Child bereikte echter wel de 41ste plek op de Gaon-singlehitlijst.

### 2009: doorbraak
Op 16 april 2009 kwam haar eerste volledige album uit, Growing Up. Het bevatte alle nummers van Lost and Found en nog enkele nieuwe nummers geproduceerd door Choi Kab-Won. Ook dit album wist geen plek op de Gaon-albumhitlijst te bemachtigen, maar wel werd haar tweede single Boo erg goed ontvangen, dat de 9de plek op de Gaon-singlehitlijst bereikte. Dit zorgde ervoor dat ze haar single vaak kon promoten door op te treden in de vele muziekprogramma’s die Zuid-Korea kent. Haar derde single You Know bereikte de 18de plek.
Op 12 november 2009 kwam haar tweede minialbum uit, IU...IM. Wederom wist het geen plek te bemachtigen op de Gaon-albumhitlijst, maar haar vierde single Marshmallow wist de derde plek in de Gaon-singlehitlijst te bereiken. Hiermee had ze haar tweede nummer 10-hit te pakken. Haar vijfde single Pinky Swear behaalde geen hitnotering.
Verder zong IU nog het titelnummer Araro voor het populaire MBC-drama Queen Seon Duk. 

### 2010: eerste nummer 1-hit
In 2010 nam ze samen met Seulong van de jongensgroep 2AM het nummer Nagging op voor het MBC variëteitprogramma We Got Married. Dit nummer bereikte de nummer 1-positie op de Gaon-singlehitlijst.
Na dit succes werd haar gevraagd om het titelnummer Because I’m a Woman te zingen voor het MBC-drama Road No. 1. Dit nummer bereikte eveneens de nummer 1-positie op de Gaon-singlehitlijst.
Op 9 december 2010 verscheen haar derde minialbum, Real. Hierop werkt IU samen met een groot aantal topartiesten en -producenten, onder wie Yoon Jong-Shin, Kim Hyung-Suk, Lee Min-Soo, Kim Yi-Na, Shin Sa-Dong Tiger en Choi Gab-Won. IU wist met dit album voor het eerst de nummer 1-positie op de Gaon-albumhitlijst te halen. Ook ontving ze voor dit album in 2011 nog de 20th Seoul Music Award for Best Digital Album.
Het haar zevende single Good Day behaalde zij haar derde nummer 1-hit op de Gaon-singlehitlijst. Ook ontving ze hiervoor in 2012 nog de Korean Music Award for Song of the Year en Best Korean Pop Song.

### 2011: presenteren, acteren en nieuw album
In 2011 was IU vaak te zien op televisie. Zo speelde ze de rol van Kim Pil-Suk in de KBS2-serie Dream High, waar ze ook het nummer Someday voor opnam, en presenteerde ze vanaf 20 maart het SBS-muziekprogramma Inkigayo. Daarnaast was ze nog te gast in programma’s als Running Man en Strong Heart.
Op 29 november 2011 kwam haar tweede album Last Fantasy uit. Ook op dit album werkte ze weer samen met grote namen. Er was lang aan dit album gewerkt, verklaarde haar label LOEN Entertainment. Het album bereikte de nummer 1-positie op de Gaon-albumhitlijst. Haar elfde single You and I werd een grote hit en bereikte de nummer 1-positie op de Gaon-singlehitlijst en de Korea K-Pop Hot 100.

### 2012: eerste solotournee en overstap Japan
Op 21 maart 2012 bracht IU haar eerste Japanse single Good Day uit. Dit is de Japanse versie van de in 2010 al eerder uitgebrachte gelijknamige single.
Begin april werd bekend dat IU in juni haar eerste solotournee zou maken. Hiervoor zou ze optreden in zes grote steden in Zuid-Korea, waaronder Seoul en Busan.
Op 11 mei 2012 bracht ze haar dertiende single Every End of the Day uit. Deze bereikte de eerste plek op de Korea K-Pop hot 100.
Op 29 mei 2012 maakte IU in het SBS-praatprogramma Strong Hearts bekend dat ze haar muziekcarrière zal beëindigen wanneer ze besluit om te gaan trouwen. Ze verklaarde:
"Als ik ga trouwen, zal ik met pensioen gaan om mij te richten op huishoudelijke taken en het helpen van mijn man."
Aanvullend daarop zei ze:
"Ik hou van de stabiliteit die een warm gezin kan bieden. Ik denk dat ik leer om minder egoïstisch te zijn als ik trouw."
Ze hoopt vroeg te kunnen trouwen en liet weten dat ze de zorg voor een gezin belangrijker vindt dan een muziekcarrière.

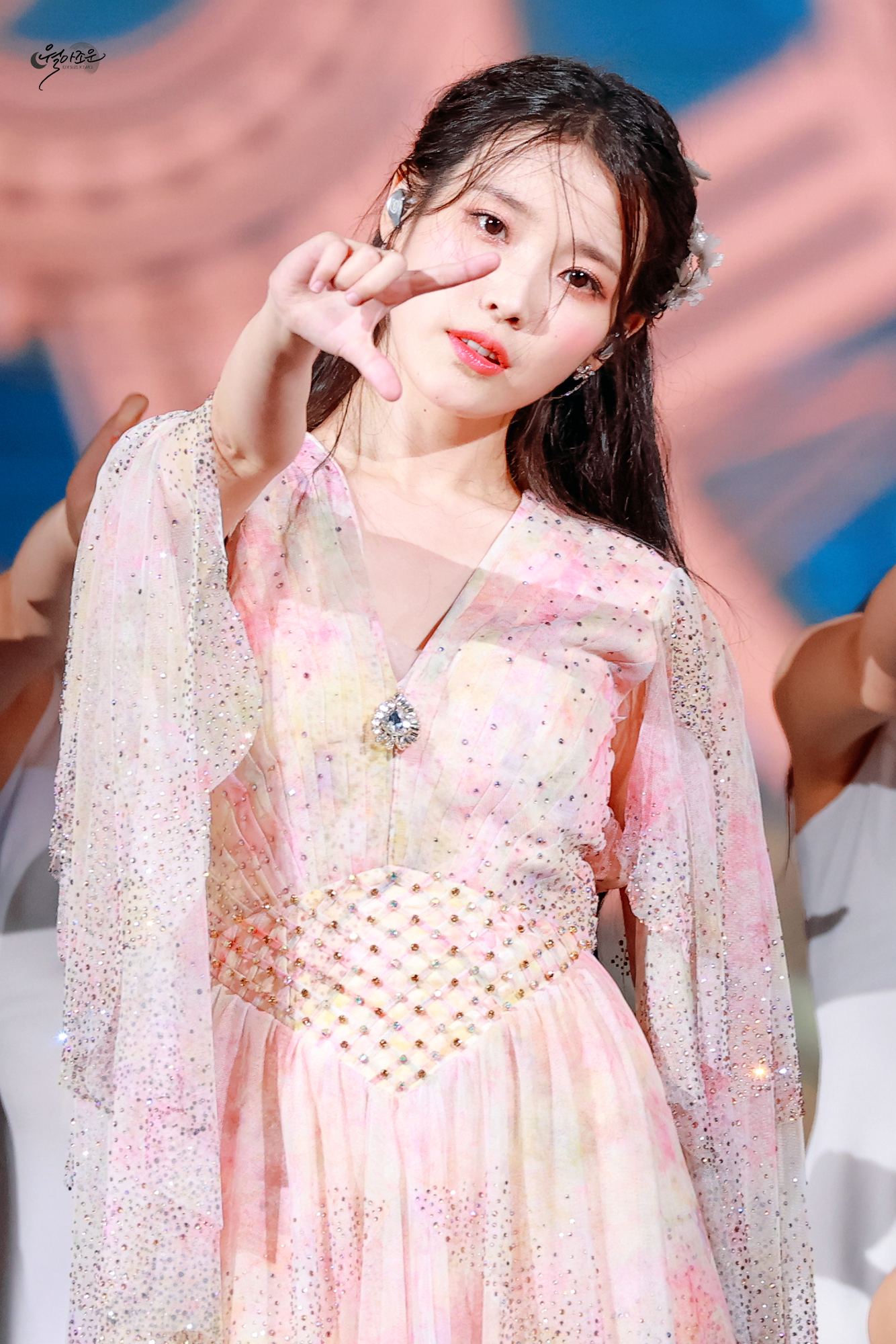
IU

## Albums
| Jaar | Albumgegevens                                                                   | Hoogste notering | Hoogste notering | Opmerkingen       |
| Jaar | Albumgegevens                                                                   | GAON Chart       | Oricon Chart     | Opmerkingen       |
| ---- | ------------------------------------------------------------------------------- | ---------------- | ---------------- | ----------------- |
| 2009 | Growing Up - Verschijningsdatum: 16-04-2009 - Platenlabel: LOEN Entertainment   | -                | -                | Koreaanse uitgave |
| 2011 | Last Fantasy - Verschijningsdatum: 29-11-2011 - Platenlabel: LOEN Entertainment | 1                | -                | Koreaanse uitgave |

## Minialbums
| Jaar | Albumgegevens                                                                     | Hoogste notering | Hoogste notering | Opmerkingen       |
| Jaar | Albumgegevens                                                                     | GAON Chart       | Oricon Chart     | Opmerkingen       |
| ---- | --------------------------------------------------------------------------------- | ---------------- | ---------------- | ----------------- |
| 2008 | Lost and Found - Verschijningsdatum: 24-09-2008 - Platenlabel: LOEN Entertainment | -                | -                | Koreaanse uitgave |
| 2009 | IU...IM - Verschijningsdatum: 12-11-2009 - Platenlabel: LOEN Entertainment        | -                | -                | Koreaanse uitgave |
| 2010 | Real - Verschijningsdatum: 9-12-2010 - Platenlabel: LOEN Entertainment            | 1                | -                | Koreaanse uitgave |
| 2011 | I □ U - Verschijningsdatum: 14-12-2011 - Platenlabel: EMI Music Japan             | -                | 15               | Japanse uitgave   |

## Singles
| Jaar | Single                      | Hoogste notering | Hoogste notering | Hoogste notering | Hoogste notering | Hoogste notering | Hoogste notering | Album                                   |
| Jaar | Single                      | GAON Chart       | Mnet Chart       | K Hot 100        | J Hot 100        | Oricon Chart     | VS Hot 100       | Album                                   |
| ---- | --------------------------- | ---------------- | ---------------- | ---------------- | ---------------- | ---------------- | ---------------- | --------------------------------------- |
| 2008 | Lost Child                  | 41               | -                | -                | -                | -                | -                | Lost and Found                          |
| 2009 | Boo                         | 9                | -                | -                | -                | -                | -                | Grown Up                                |
| 2009 | You Know (Rock ver.)        | 18               | -                | -                | -                | -                | -                | Grown Up                                |
| 2009 | Marshmellow                 | 3                | -                | -                | -                | -                | -                | IU...IM                                 |
| 2010 | Pinkie Swear                | -                | -                | -                | -                | -                | -                | Very Best Telecinema 7                  |
| 2010 | Because I'm a Woman         | 1                | -                | -                | -                | -                | -                | Road No. 1 (Original Soundtrack)        |
| 2010 | Good Day                    | 1                | -                | -                | -                | -                | -                | Real                                    |
| 2011 | Someday                     | 1                | -                | -                | -                | -                | -                | Dream High (Original Soundtrack)        |
| 2011 | Only I Didn't Know" (Real+) | 1                | -                | -                | -                | -                | -                | I □ U                                   |
| 2011 | Hold My Hand                | 2                | -                | -                | -                | -                | -                | The Greatest Love (Original Soundtrack) |
| 2011 | You and I                   | 1                | -                | 1                | -                | -                | -                | Last Fantasy                            |
| 2012 | Good Day (Japanse uitgave)  | -                | -                | -                | 5                | 6                | -                | Nog niet bekend                         |
| 2012 | Every End of the Day        | 1                | -                | 1                | -                | -                | -                | Spring of a Twenty Year Old             |

- International Standard Name Identifier: 0000 0004 0681 4670
- Library of Congress Control Number: no2017139012
- MusicBrainz: b9545342-1e6d-4dae-84ac-013374ad8d7c
- Nationale bibliotheek van Australië: 53731395
- Trove: 1539280
- Virtual International Authority File: 313304414
- WorldCat: E39PBJpV8wPpdV9vjjVhdrv8md